# Classe Nelson (croiseur cuirassé)
Pour les autres classes de navires du même nom, voir Classe Nelson.
La classe Nelson fut la première classe de croiseurs cuirassés construite au Royaume-Uni à la fin du XIXe siècle pour servir dans la Royal Navy.

Elle fut la dernière de ce type à porter un gréement de voilier trois-mâts.

## Histoire
Le HMS Nelson servit dans l' Escadre d'Australie jusqu'en 1889.

Il subit ensuite une refonte pendant 2 ans avec un renforcement de son armement. Les 6 canons de 88 mm furent supprimés et remplacés par 4 canons De 120 mm, 6 canons de 57 mm et 14 de 47 mm.
De 1891 à 1894 il fut stationné au port de Portsmouth avant d'être mis en réserve.
Il fut converti en navire-école en 1902, puis vendu en Hollande pour démolition en 1910.
Le HMS Northampton fut le navire-amiral de l' Escadre de l'Amérique du Nord et des Antilles jusqu'en 1886. Il subit une refonte pour le renforcement de son armement. Il fut converti en navire-école en 1894, puis vendu pour démolition en 1905.

## Les unités de la classe
| Nom             | Lancement        | Armement        | Chantier naval             | Fin de carrière                          | Photo |
| --------------- | ---------------- | --------------- | -------------------------- | ---------------------------------------- | ----- |
| HMS Nelson      | 7 novembre 1876  | 26 juillet 1880 | John Elder & Co. Glasgow   | vendu le 12 juillet 1910 pour démolition |       |
| HMS Northampton | 18 novembre 1876 | 7 décembre 1878 | Robert Napier & Sons Govan | vendu le 4 avril 1905 pour démolition    |       |